# 1793 у науці

## Наукові праці
- нім. «Augustenburger Briefe», «Про грацію і гідність» (нім. «Über Anmut und Würde»), нім. «Kallias-Briefe» — філософські праці Йоганна-Фрідріха Шиллера.

## Події
- 22 липня — шотландський дослідник Александер Маккензі став першим європейцем, що перетнув Канаду зі сходу до Тихого океану.
- 8 серпня Французька Королівська академія наук була розпущена Національним конвентом. Водночас були ліквідовані всі інші академії, а замісь них утворений Національний інститут наук та мистецтв.
- Не чекаючи закінчення робіт з вимірювання, Національний Конвент прийняв тимчасову величину метра, тоді ж були виготовлені перші прототипи метра.
- За папською буллою Папи Євгенія IV розпущено Університет Бордо.
- Розпущено Університет Реймса.

## Організми, описані 1793 року

### Тварини
- Бджола велика (Apis dorsata Fabricius)
- Бджола східна (Apis cerana Fabricius)
- Брамея далекосхідна (Brahmaea certhia Fabricius)
- Вівчарик жовтобровий (Phylloscopus sibilatrix Bechstein)
- Гігантська устриця далекосхідна (Crassostrea gigas Thunberg)
- Горбиста черепаха (Malaclemys terrapin Schoepff)
- Краб мармуровий (Pachygrapsus marmoratus Fabricius)
- Пеламіда атлантична (Sarda sarda Bloch)
- Сфекс жовтокрилий (Sphex flavipennis Fabricius)
- Тафа (Phascogale tapoatafa Meyer)
- Черепаха облямована (Testudo marginata Schoepff)

### Рослини
- Блехнум колосистий (Blechnum spicant (L.) Sm.)
- Горошок волохатий (Vicia villosa Roth)
- Ірга круглолиста (Amelanchier ovalis Medik)
- Лутига блискуча (Atriplex sagittata Borkh.)
- Собача кропива п'ятилопатева (Leonurus quinquelobatus Gilib.)
- Carduus tenuiflorus Curtis

### Гриби
- Deconica coprophila

## Наукові нагороди

### Медаль Коплі
- Не вручалася

## Народились
- 8 січня — Людвіг Райхенбах, німецький ботанік і орнітолог
- 14 січня — Войцех Хшановський, польський генерал і картограф
- 2 березня — Кеппен Петро Іванович, російський академік XIX століття, один із засновників Російського географічного товариства
- 8 квітня — Карл Людвиг Генке, німецький астроном
- 10 квітня — Анрі Савіньї, французький медик
- 15 квітня — Струве Василь Якович, російський астроном і геодезист німецького походження, один із творців зоряної астрономії, член Петербурзької академії наук
- 1 травня — Кулик Пилип, український математик, фізик, голова Королівського Чеського Товариства Наук
- 10 липня — Філіп Баркер Вебб, британський (англійський) ботанік та систематик
- 14 липня — Джордж Грін, англійський математик, який зробив значний внесок у значну кількість розділів математичної фізики
- 29 липня — Ян Коллар, словацький політик, поет, етнограф, філософ і лютеранський священик
- 28 жовтня — Сімонас Даукантас, литовський історик і письменник-просвітник, збирач і видавець литовського фольклору
- 31 жовтня — Джеймс Данлоп, англійський астроном
- 4 жовтня — Густав Кунце, німецький ботанік, міколог, зоолог (ентомолог)
- 10 листопада — Йоганн Лукас Шенлейн, німецький натураліст, лікар, паразитолог
- 12 листопада — Йоганн Фрідріх фон Ешшольц, балтійсько-німецький та російський лікар, ботанік, зоолог, мандрівник
- 15 листопада — Мішель Шаль, французький математик, член Французької АН
- 28 листопада — Франц Амтманн, богослов і педагог, професор Львівського університету, римо-католицький священик
- 15 грудня — Генрі Чарлз Кері, один з найвідоміших американських економістів першої половини XIX століття
- ? — Аркас Захарій Андрійович, генерал-лейтенант, археолог, історик
- ? — Верещинський Микола Михайлович
- ? — Войцеховський Йосип Павлович, російський лікар, сходознавець, синолог, маньчжурознавець українського походження
- ? — Жан Клод Пекле, французький фізик
- ? — Томас Култер, ірландський лікар, ботанік і мандрівник

## Померли
- 2 лютого — Вільям Айтон, шотландський ботанік та садівник
- 20 травня — Шарль Бонне, швейцарський природознавець і філософ-ідеаліст
- 27 травня — Вільям Гадсон, британський ботанік та міколог
- 10 серпня — Даніель Роландер, шведський ботанік та ентомолог, один з «апостолів Ліннея»
- 11 вересня — Ніколас Лауренс Бурман, голландський ботанік
- 26 вересня — Жан Батист Франсуа П'єр Бюйяр, французький лікар та ботанік
- ? — Зигмунд фон Хаймхаузен, перший Президент Баварської академії наук